# Detlef Radant
Detlef Radant (* 8. Dezember 1958 in Ost-Berlin, DDR) ist ein ehemaliger deutscher Eishockeyspieler und Mitglied der Hall of Fame des deutschen Eishockeymuseums.

## Karriere
Detlef Radant spielte ab 1976 für SC Dynamo Berlin, mit dessen Team er mehrfach DDR-Meister wurde und am Europapokal teilnahm. Auch als aus dem Verein erst der EHC Dynamo Berlin und später der EHC Eisbären Berlin wurde, blieb er beim Verein bis zur Saison 1992/93. Nach einer Saison beim Berliner SC in der Oberliga beendete er 1994 seine Spielerkarriere.
International spielte er für die Eishockeynationalmannschaft der DDR bei den Eishockey-Weltmeisterschaften von 1978 bis 1990, dabei bildete er zusammen mit Harald Kuhnke und Frank Proske als Stürmerreihe die sogenannte Mini-Troika.
Er versuchte sich als Trainer, wo er zuletzt in der Saison 1997/98 im Nachwuchs der Eisbären Juniors Berlin arbeitete. Nach der Saison beendete er auch diese Tätigkeit und arbeitete in der Privatwirtschaft.